# لرغان (مقاطعة كلاردشت)
لرغان (بالفارسية: لرگان) هي قرية تقع في قسم بيرون‌بشم الريفي (مقاطعة كلاردشت) في إيران. يقدر عدد سكانها بـ 93 نسمة بحسب إحصاء 2016.